# Clinocera insularis
Clinocera insularis är en tvåvingeart som beskrevs av Sinclair 2008. Clinocera insularis ingår i släktet Clinocera och familjen dansflugor. Inga underarter finns listade i Catalogue of Life.